# Liste der Comarcas in Navarra
Dies sind die Comarcas in Navarra, Spanien.

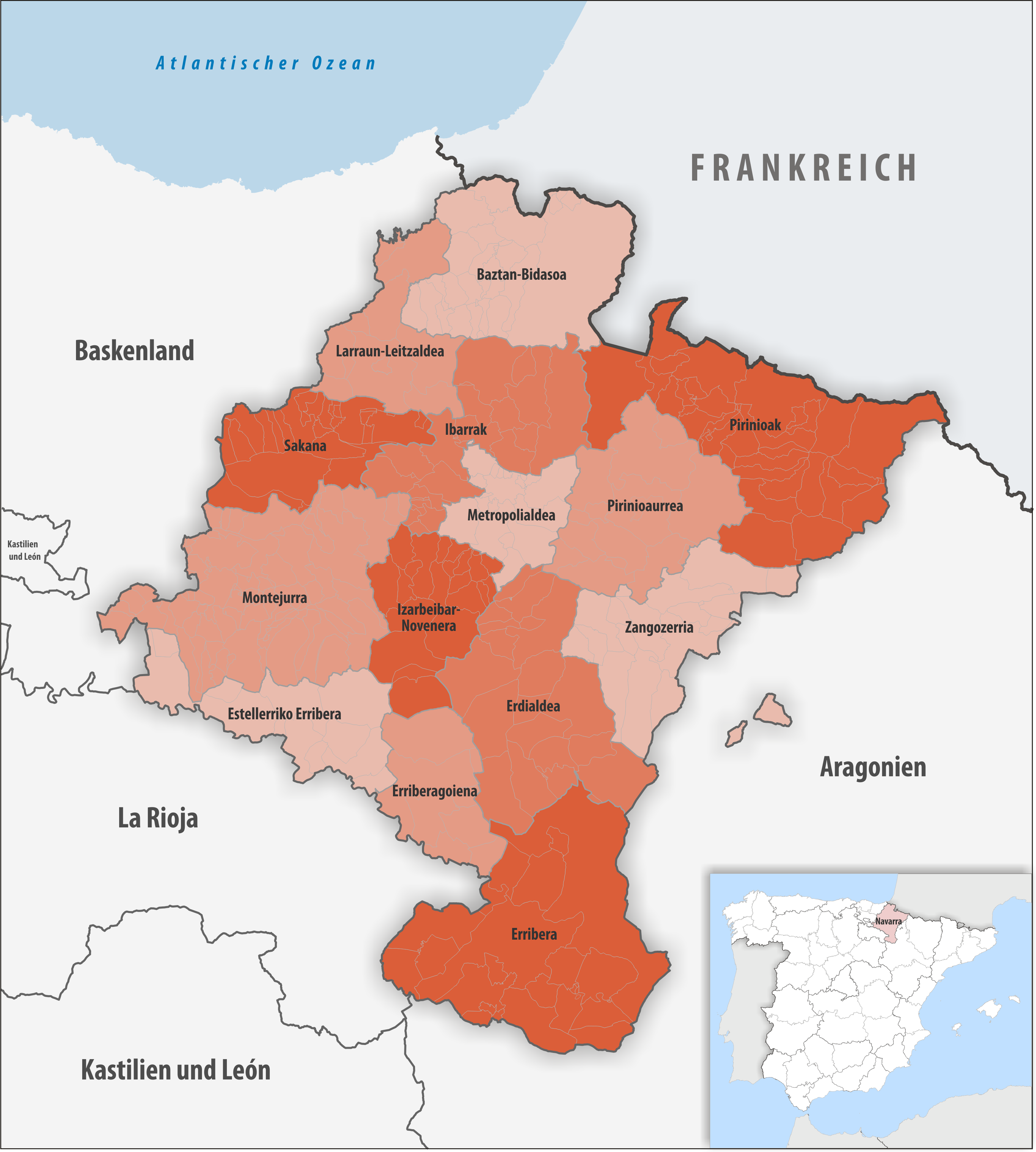
Comarcas in der autonomen Gemeinschaft Navarra

| Comarca               | Gemeinden | Einwohner (2024) | Fläche km² | Dichte Einw./km² | Hauptort              |
| --------------------- | --------- | ---------------- | ---------- | ---------------- | --------------------- |
| Baztan-Bidasoa        | 21        | 22.558           | 870,12     | 26               | Baztan                |
| Erdialdea             | 19        | 26.599           | 947,75     | 28               | Tafalla               |
| Erribera              | 19        | 93.734           | 1.330,29   | 70               | Tudela                |
| Erriberagoiena        | 8         | 26.504           | 414,27     | 64               | Peralta/Azkoien       |
| Estellerriko Erribera | 11        | 28.097           | 534,65     | 53               | San Adrián            |
| Ibarrak               | 19        | 13.905           | 678,93     | 20               | Esteríbar             |
| Izarbeibar-Novenera   | 20        | 13.868           | 498,54     | 28               | Puente la Reina/Gares |
| Larraun-Leitzaldea    | 10        | 8.825            | 481,54     | 18               | Lekunberri            |
| Metropolialdea        | 17        | 370.804          | 337,76     | 1.098            | Pamplona              |
| Montejurra            | 55        | 32.487           | 1.306,13   | 25               | Estella-Lizarra       |
| Pirinioak             | 30        | 4.837            | 1.282,64   | 4                | Erro                  |
| Pirinioaurrea         | 12        | 6.077            | 724,98     | 8                | Aoiz/Agoitz           |
| Sakana                | 15        | 20.699           | 517,58     | 40               | Alsasua               |
| Zangozerria           | 16        | 9.344            | 665,35     | 14               | Sangüesa/Zangoza      |
| Provinz Navarra       | 272       | 678.338          | 10.590,53  | 64               | Pamplona              |